# نادي الغاضرية
نادي الغاضرية الرياضي هو فريق كرة قدم عراقي مقره في كربلاء، يلعب في الدوري العراقي الدرجة الثانية.

## روابط خارجية
- الغاضرية على موقع Goalzz.com
- أندية العراق - تواريخ التأسيس